# Presa de Salvador
La presa de Salvador va ser un enfrontament militar entre Portugal, aleshores unit a Espanya en la Unió Ibèrica, i la Companyia Neerlandesa de les Índies Occidentals, que es va produir l'any 1624, i va acabar amb la presa de la ciutat brasilera de Salvador per aquesta última.

## Antecedents
El Groot Desseyn de la Companyia Neerlandesa de les Índies Occidentals fou un pla estratègic elaborat el 1623 que va portar els nord-europeus a centrar les seves ambicions en la conquesta dels llocs avançats comercials portuguesos a Àsia, Àfrica i les plantacions de canya de sucre al Brasil. El pla consistia en apoderar-se de São Salvador da Bahia, la capital brasilera, i després del principal fort portuguès a la costa d'Angola, São Paulo de Loanda per controlar tant les lucratives plantacions de sucre al Brasil com el tràfic d'esclaus atlàntic. En 1624 es va armar una flota dirigida per l'almirall Jacob Willekens i el vicealmirall Piet Hein.

## La presa
La capital colonial, comandada per Diogo Furtado de Mendonça, estava emmurallada i, a més, protegida per diversos castells. Després que els vaixells del port van ser capturats i les muralles van ser assaltades, Salvador va ser presa.

## Conseqüències
Una part de la població local va iniciar una guerra de guerrilles contra els neerlandesos. Van passar unes quantes setmanes abans que un vaixell pogués ser enviat a Europa per donar la notícia de la victòria. L'almirall Jacob Willekens va marxar cap a les Províncies Unides a finals de juliol de 1624 amb bona part de la flota i una càrrega de tèxtils, tabac i sucre. El vicealmirall Piet Hein va navegar cap a Angola.
Els informes de la presa de Salvador van arribar abans a Espanya i, com a resposta a aquesta conquesta, el rei Felip IV va enviar una flota hispano-portuguesa dirigida per Fadrique de Toledo per recuperar la ciutat. La flota va arribar a Salvador l'1 d'abril de 1625. Després d'un setge de diverses setmanes, la ciutat es va rendir a les forces hispano-portugueses.
Després que Piet Hein capturés la flota del tresor espanyola en 1628, la Companyia Neerlandesa de les Índies Occidentals va tornar a intentar posar en marxa novament el pla Groot Desseyn. Amb nombrosos recursos per pagar les seves despeses militars, els holandesos van aconseguir amb èxit capturar Recife i Olinda, la regió central de les plantacions brasileres de canya de sucre, a principis de 1630; el primer pas de la implantació d'una colònia neerlandesa al Brasll.